# Inbound marketing
Inbound marketing ou marketing de atração é uma forma de publicidade on-line na qual uma empresa se promove através de blogs, podcasts, vídeo, e-Books, newsletters, whitepapers, SEO e outras formas de marketing de conteúdo. O inbound marketing se diferencia dos métodos tradicionais para conseguir atrair a atenção de potenciais clientes, pois não são feitas compras de espaços publicitários em meios como rádio, televisão, flyers, telemarketing, entre outros.
Na prática, a empresa gera conteúdo de qualidade para conseguir autoridade na internet.
A partir daí, os clientes são captados através dos assuntos que eles procuram e que fazem parte do site da empresa.
Além das técnicas citadas anteriormente, os testes A/B são muito usados para uma estratégia de inbound efetiva.
Este termo passou a ser usado pelo Brian Halligan, cofundador do HubSpot, uma das principais agências de inbound marketing do mundo.
O inbound é um estilo de marketing que foca na otimização do seu negócio para não correr atrás de clientes. É comum dizer no mercado que essa estratégia não compra a atenção dos clientes, pois a empresa gera conteúdo altamente relevante para e o próprio consumidor vai de encontro à empresa.
Tais relações vão desde a venda de produtos relacionados aos clientes já fidelizados, novos produtos do mesmo nicho ou até mesmo produtos distintos que o cliente pode se interessar.
Inbound Marketing nada mais é do que o conjunto de estratégias com o objetivo de atrair e converter usuários espontaneamente.
Ele se baseia no relacionamento com o potencial cliente, com estratégias de atração aliada com marketing de conteúdo e automação de marketing.

## A Origem doInbound Marketing
O termo Inbound Marketing ganhou destaque após ser utilizado por Brian Halligan, cofundador da Hubspot. Porém é importante ressaltar que Peter Druker, renomado profissional de marketing, reforça que Seth Godin em seu livro "Marketing de Permissão"(Permission Marketing, 1999), já disseminava a importância deste tipo de abordagem.
Em 2009, após o lançamento do livro "Inbound Marketing: seja encontrado usando o Google, a mídia social e os blogs", o termo se popularizou no mercado.
O objetivo do Inbound Marketing é aumentar a interação com o público, para facilitar a aproximação e criar um relacionamento com o cliente. Isso faz com que as vendas sejam mais assertivas e reduz o CAC(Custo de Aquisição de Cliente).

## Características do Inbound
Podemos definir o Inbound Marketing como qualquer tática de marketing digital cujo objetivo é alcançar e ganhar clientes por meio da oferta de conteúdo que ele precisa e quer receber. 
Trata-se, portanto, de uma mudança de atitude em relação à abordagem ao cliente.
O Inbound Marketing busca através de conteúdos que esclareçam as dúvidas dos usuários, aproximar a empresa dos seus potenciais clientes.
O que pode ser feito?
Adotar uma comunicação mais aberta, buscando engajar o público, através de interações e temas, que façam parte do seu cotidiano.
A continuidade, consiste em não interromper as pessoas, e isso só é possível se a empresa entender a jornada do cliente. Assim é possível estabelecer uma comunicação, em momentos convenientes.
O aumento do engajamento se dá após a criação de um relacionamento de confiança, que deve ser criado ao decorrer das interações.  
Uma estratégia de inbound marketing tem as seguintes fases:
1. Atrair tráfego - O ponto de partida de uma estratégia de sucesso de inbound marketing é gerar tráfego para o seu website. Utilizando de técnicas de search engine optimization (SEO), email marketing, links patrocinados, marketing de conteúdo e redes sociais, é possível expandir seu alcance dentro do público-alvo, atraindo ele para o conteúdo de qualidade produzido especialmente para impacta-lo.
2. Converter visitantes em leads
3. Transformar leads em compradores
4. Fidelizar os clientes e aumentar suas margens
5. Analisar para melhoria contínua.

Essa etapa do inbound é conhecida como funil de vendas, e qualquer empresa que queira aplicar essa estratégia em seu negócio, precisa conhecer muito bem os passos de cada etapa.

## Etapas do Inbound Marketing

### Atrair
Neste momento você precisa despertar o desejo do comprador. É nesse momento que o possível cliente vai ter o primeiro contato com a empresa, então é preciso ser muito criativo e deixar o leitor curioso, por esse motivo apresentar algum diferencial (ex: infográfico, dicas) é um ponto positivo. Afinal, uma das principais funções do Inbound Marketing é: gerar conteúdo interessante que leve o público a descobrir a empresa.

### Converter visitantes emleads
Os leads são visitantes que deram seu e-mail e outras informações pessoais em troca de algum benefício (podcasts, infográficos e whitepapers são exemplos comuns de materiais oferecidos). Essa etapa é uma das mais importantes do funil de vendas, pois nela você consegue o tão desejado contato do usuário, dessa forma é possível mantê-lo atualizado e sempre nutrido.

### Transformarleadsem compradores
Depois de nutrir o lead com informações relevantes, a lógica é despertar o desejo de compra. Geralmente quando o processo é bem estruturado, a venda acontece. Nessa etapa você precisa definir o lead score, que é um calculo feito pela empresa para definir se ele está apto ou não para realizar a compra.
Exemplo: Se um conteúdo equivale a 100 pontos e para iniciar o processo de vendas ele precisa atingir 1000 pontos, é preciso ler 10 conteúdos que tenham a mesma pontuação.
Antes de se tornarem leads, os futuros compradores são chamados de prospects ou prospectos. Está denominação é utilizada para se referir ao estágio em que o comprador ainda não entrou em seu funil de vendas.

### Fidelizar os clientes
O fechamento de venda não encerra o ciclo do cliente no Inbound Marketing.
Depois de vender é preciso fidelizar os clientes à marca/empresa.
Philip Kotler já dizia que conquistar um novo cliente custa cerca de 5 a 7 vezes do que fidelizar um antigo.
O processo de fidelização requer um trabalho de relacionamento com o cliente. Embora a fidelização esteja atrelada ao pós-venda, existe uma área que está sendo amplamente difundida que é chamada de customer success.

### Analisar
Essa não é uma etapa do funil de vendas, entretanto analisar é um passo importantíssimo. É nele que se percebe se está errando, acertando, quais pontos precisam ser estudados, entre outros.
É importante que a sua empresa tenha processos bem definidos, caso contrário, terá dificuldades para mensurar os resultados. 

## Inbound Marketing no Mercado B2B
É comum as empresas utilizarem o Inbound Marketing para o mercado B2C, porém essa técnica também pode ser utilizada no mercado B2B.
Seja vendendo para o consumidor final ou para outra empresa, no processo de negociação, sempre haverá pessoas envolvidas. A principal diferença neste tipo de compra é que, no B2C, o cliente compra em benefício próprio ou de terceiro, já na relação B2B, o comprador age em prol dos interesses conjuntos da organização, seja para suporte direto na atividade-fim da empresa, por exemplo, com a compra de uma plataforma de software de sistema integrado de gestão empresarial (ERP) para integrar processos de uma empresa, seja para atender necessidades não relacionadas às atividades-fim, mas que ajudariam a organização de alguma forma, como assinaturas corporativas de academias para colaboradores e kits de boas-vindas para onboarding de novos funcionários.
Além disso, com a existência de mais stakeholders envolvidos na decisão da compra, como diretores, coordenadores e outros profissionais, o Inbound Marketing no mercado B2B tende a ter uma jornada do cliente mais extensa dentro do funil de vendas, com uma qualificação de leads mais refinada por cargo, segmento de empresa e seu faturamento médio e geração de valor mais voltada para os fatores de negócio, como forças, fraquezas, oportunidades e ameaças, a fim de atender aos objetivos de expansão e crescimento da organização.
Através do Inbound Marketing, a empresa consegue aumentar sua autoridade em um determinado segmento, sendo capaz de estabelecer um posicionamento de mercado que a diferencia dos concorrentes por meio do emprego assertivo de branding, práticas de otimização dos mecanismos de busca, social media, entre outras estratégias de marketing para potencializar uma marca nos meios digitais.